# M1917 Enfield

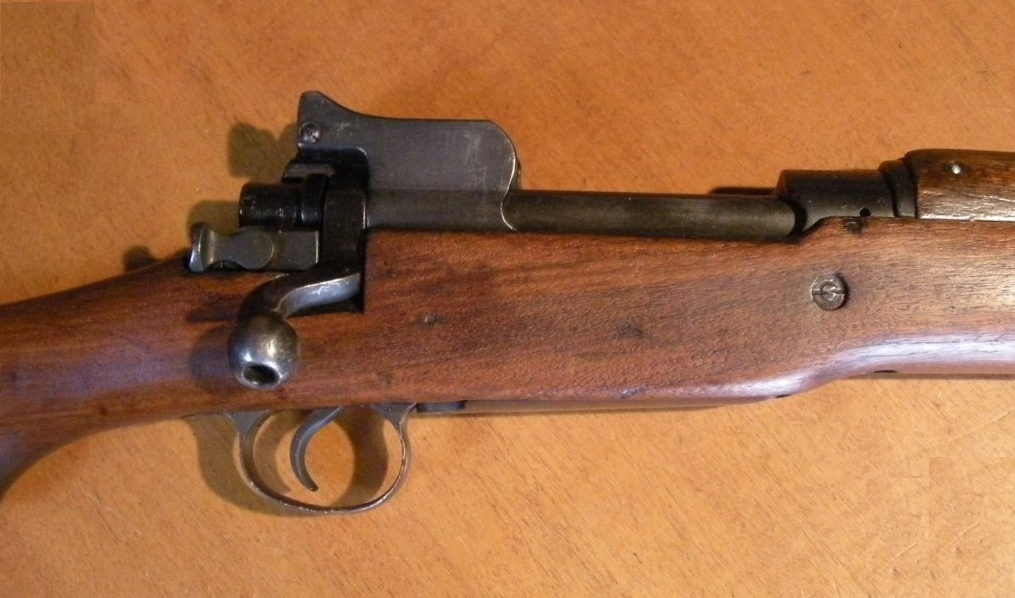
P 17 culasse

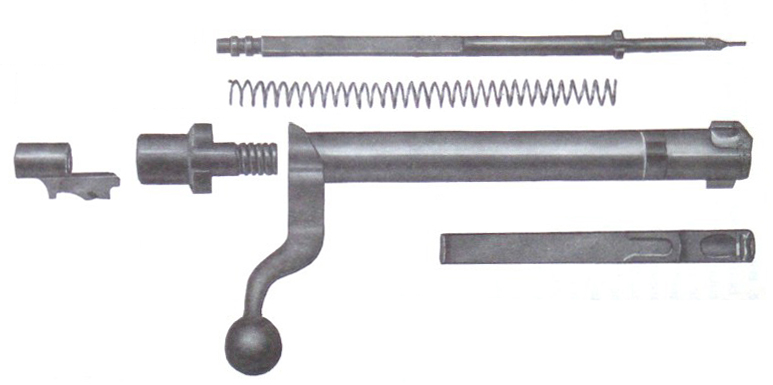
P17 Mauser-type culasse démontée

Le M1917 Enfield ou United States Rifle, Caliber .30, Model of 1917, appellation officielle dans l'United States Army, ou US 1917 dans l'armée française est la version américaine du Enfield P14 des Forces armées britanniques.

## Historique

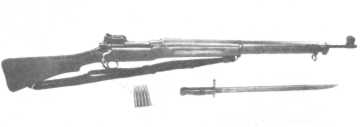
Rifle Enfield M1917

Lors de l'entrée dans la Première Guerre mondiale des États-Unis, en avril 1917, les forces armées US disposaient d'environ 600 000 fusils Springfield M1903, adopté récemment et de près de 140 000 fusils Krag-Jørgensen américains considérés comme obsolètes. La capacité de production du Springfield M1903 ne dépassant pas 1 000 fusils/jour à l'arsenal de Springfield et 400/jour dans celui de Rock-Island, il devint vite évident qu'ils ne seraient pas en mesure d'équiper les 4,5 millions d'hommes du futur corps expéditionnaire. À la même période, trois usines: Remington Arms, l’Eddystone Rifle Plant à Chester (Pennsylvanie) et la Winchester Repeating Arms Company, achevaient de livrer les derniers Enfield P14 qui leur avaient été commandés par le War Office britannique. Ainsi, trois usines modernes, bien équipées et pourvues d'ouvriers qualifiés se trouvaient prêtes à produire en masse les armes destinées à l'American Expeditionary Force. 
La solution la plus simple, et la moins coûteuse, c'était de modifier le Enfield P14 pour l'adapter au calibre 30-06 en usage dans l'armée US à cette époque. 
Il fut produit près de 2 200 000 fusils M1917 Enfield dont environ 1 200 000 par Eddystone, 600 000 par Remington et 400 000 par Winchester.
À la fin de la Première Guerre mondiale, après avoir hésité à adopter le M1917 Enfield comme nouvelle arme réglementaire, l'US Ordnance lui préféra finalement le Springfield M1903. Ce choix se fit essentiellement sur des critères de patriotisme.
Les M1917 Enfield furent donc reconditionnés et stockés en réserve, ou utilisés comme armes d'exercice.
Un peu plus de 20 ans plus tard, ils équipèrent quelques unités de l'armée US, mais furent distribués largement aux alliés des États-Unis, équipant des vétérans de la home-guard britannique ou des unités territoriales canadiennes. Un grand nombre dotèrent l'armée française renaissante, et certains ont été parachutés, pendant la Seconde Guerre mondiale, aux mouvements de résistance du Maquis.
Cette arme, adoptée dans l'urgence, contribua à libérer la France par deux fois : la première aux mains des Doughboys du général Pershing, la seconde, dans celles des combattants des forces françaises libres et des résistants.
Par la suite, elle a encore servi comme arme d'exercice : en 1964 au 302e G.A. en Allemagne (F.F.A.), des militaires les utilisent avec des US17 à la culasse soudée au canon pour le maniement d'armes, les sorties d'instruction et avec le fusil Garand M1 comme arme de tir.
Après la première guerre mondiale, l'armée américaine en vendit une quantité significative à des armuriers civiles aux USA. Durant l'entre-deux-guerres, Remington modifia le design original pour créer sa Remington Model 30 (en), une carabine de chasse et de sport très appréciée en son temps. Après la seconde guerre mondiale et en raison de la robustesse du modèle, certains M 1917 furent "sporterisés" et re-canonnés dans des calibres de grande chasse africaine tel que le 375 Holland & Holland ou le 458 Winchester Magnum.  

## Technique

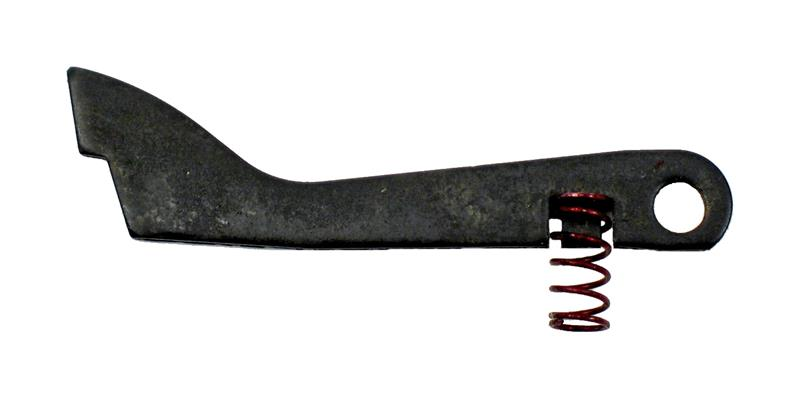

Le M1917 Enfield est un fusil à verrou, à armement à la fermeture. La culasse de type Mauser comporte deux tenons de verrouillage en tête, le levier d'armement formant le troisième verrou de sécurité. Le magasin, fixe, peut contenir six cartouches de 30-06, car conçu pour une cartouche à gorge, il est très profond. La monture en noyer américain est réalisée en trois parties : le fût comportant la crosse, et les deux garde-mains supérieurs, avant et arrière. Le nécessaire de nettoyage se range dans une cavité ménagée dans la crosse et fermée par un couvercle à ressort. C'est une arme d'allure massive, robuste et efficace, mais pesante et peu maniable. Son seul point faible, au plan mécanique, est le ressort de l’éjecteur dont la fragilité est reconnue ; ce qui a conduit à concevoir un modèle de remplacement équipé d'un ressort à boudin.

## Données numériques
- Nombre de rayures  : 5 à gauche, largeur des cloisons/champs égales 0.0936" soit  2,37 mm, profondeur des rayures 0.005" soit 0,127 mm.
- Alésage de l'âme du canon, donc au sommet des cloisons  .30" soit 7,62 mm.
- Diamètre en fond de rayures  .310 soit 7,87 mm
- Pas de rayure : 1 tour en 10 inches (1 tour en 25,4 cm)
- Hausse de combat : œilleton basculant, rabattu=hausse de combat jusqu'à 200 Yards, relevé=réglable de 200 à 1600 Yards
- Longueur de la ligne de mire 31.76" soit 806 mm